# Krafft (cràter)
Krafft és un prominent cràter d'impacte lunar localitzat prop de la vora occidental de l'Oceanus Procellarum. Al nord s'hi troba la plana emmurallada inundada de lava del cràter Eddington. Gairebé al sud es troba el cràter Cardanus, connectats per una cadena de 60 quilòmetres de llarg de cràters coneguda com a Catena Krafft. També és visible la Rima Cardanus entre tots dos i el cràter Galilaei més enllà.

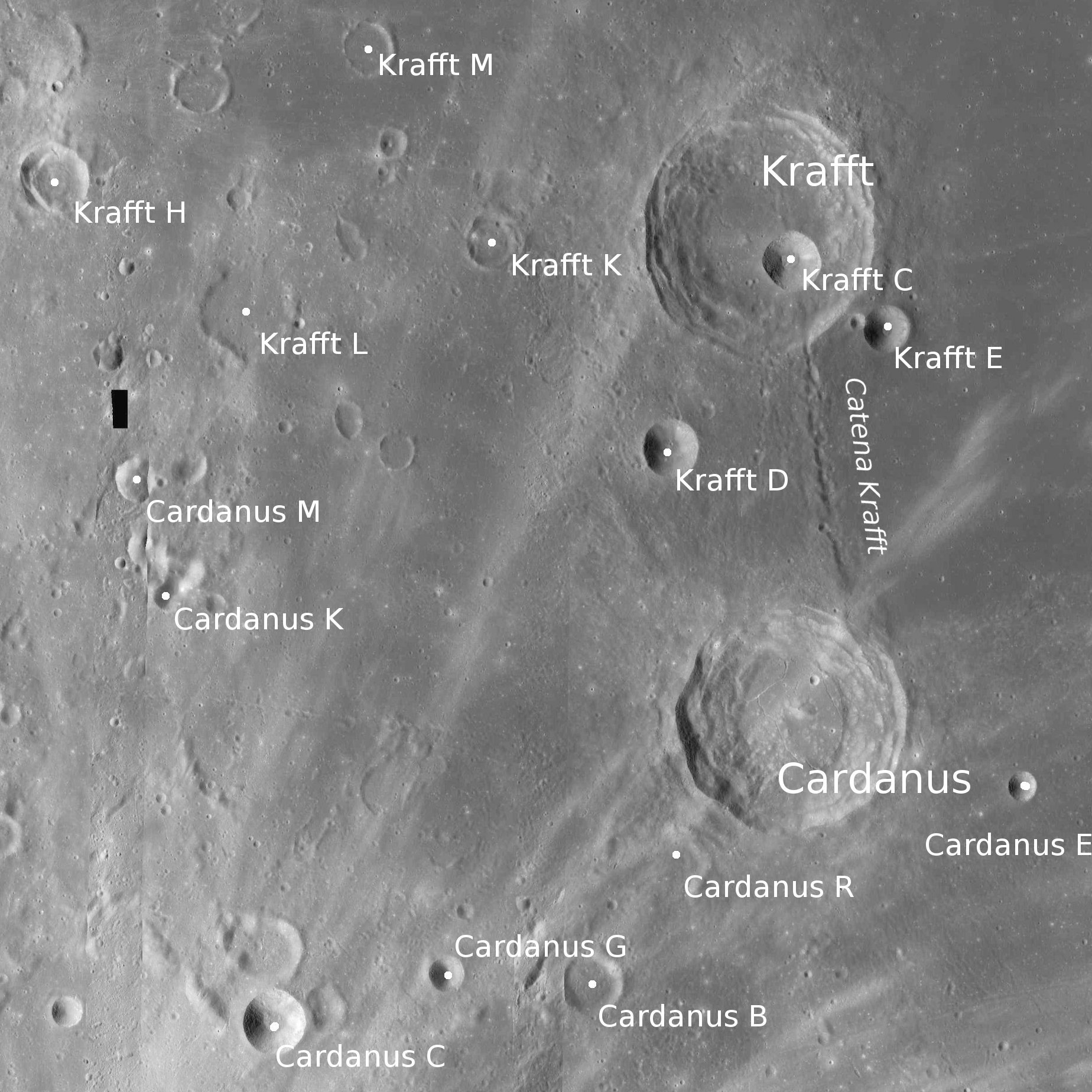
Localització de Krafft. Fotografia de la missió LRO

Krafft té forma circular i una vora afilada, amb una muralla en l'exterior, i cap pic central. Es localitzen diversos cràters associats prop de la seva vora sud que són notables per la seva grandària en relació amb les dimensions de Krafft.

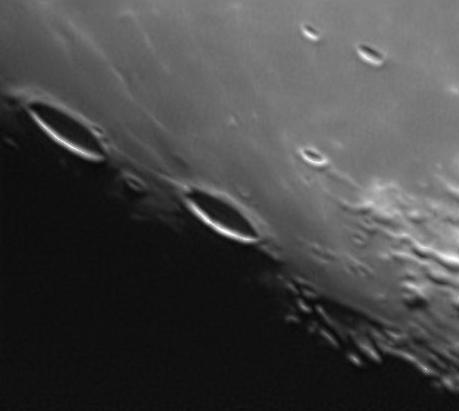
Krafft (esquerra) i Cardanus (centre) prop del terminador, des de la Terra

.

## Cràters satèl·lit
Per convenció aquests elements són identificats en els mapes lunars posant la lletra en el costat del punt central del cràter que està més proper a Krafft.
|        | \| Krafft \| Coordenades \| Diàmetre \| \| ------ \| ------------------------------------ \| -------- \| \| C \| 16° 24′ N, 72° 18′ O / 16.4°N,72.3°O \| 13 km \| \| D \| 15° 06′ N, 73° 18′ O / 15.1°N,73.3°O \| 12 km \| \| E \| 15° 54′ N, 71° 42′ O / 15.9°N,71.7°O \| 10 km \| \| H \| 17° 00′ N, 77° 48′ O / 17.0°N,77.8°O \| 15 km \| \| K \| 16° 30′ N, 74° 30′ O / 16.5°N,74.5°O \| 11 km \| \| L \| 16° 00′ N, 76° 18′ O / 16.0°N,76.3°O \| 20 km \| \| M \| 17° 48′ N, 75° 30′ O / 17.8°N,75.5°O \| 10 km \| \| U \| 17° 12′ N, 64° 42′ O / 17.2°N,64.7°O \| 3 km \| |          |
| Krafft | Coordenades | Diàmetre |
| C      | 16° 24′ N, 72° 18′ O / 16.4°N,72.3°O | 13 km    |
| D      | 15° 06′ N, 73° 18′ O / 15.1°N,73.3°O | 12 km    |
| E      | 15° 54′ N, 71° 42′ O / 15.9°N,71.7°O | 10 km    |
| H      | 17° 00′ N, 77° 48′ O / 17.0°N,77.8°O | 15 km    |
| K      | 16° 30′ N, 74° 30′ O / 16.5°N,74.5°O | 11 km    |
| L      | 16° 00′ N, 76° 18′ O / 16.0°N,76.3°O | 20 km    |
| M      | 17° 48′ N, 75° 30′ O / 17.8°N,75.5°O | 10 km    |
| U      | 17° 12′ N, 64° 42′ O / 17.2°N,64.7°O | 3 km     |